# 圓峰山屋
圓峰山屋是臺灣玉山國家公園一棟住宿山屋，海拔高度3,694公尺，是目前台灣山屋中高度最高，位於玉山山塊南稜玉山圓峰上，為登玉山後五峰之前進基地，營地平坦，水源位於東向坡面。

## 設備
木造式建築，可容納15人，營地9人。有太陽能供電、雨水集水設施、加壓艙。廁所為露天式生態廁所。其加壓艙的使用說明圖曾被燒毀。